# 招名威
招名威（1979年9月9日—），毒理學專家，台北人，現任於中原大學生物科技學系副教授

## 生平
在建國中學畢業後，就讀國立東華大學理工學院生命科學系，後轉入國立臺灣大學農業化學系，並於2002年順利畢業，2004年赴美罗格斯大学藥學院毒理所直攻博士學位，在Marion Gordon實驗室完成其畢業論文，並在2009年成為麻省理工学院生物工程系博士後研究員，於美國科學院院士Gerald Wogan領導的實驗室從事科學研究。返臺後任教於中原大學生物科技學系至今，現職為副教授，他於2017年11月獲得一期五年的美國毒理學專家認證（Diplomate of the American Board of Toxicologist）正式成為美國毒理學專家，目前全球約有二千五百位美國毒理學家資格認證者，此認證為全球性毒理學領域一致認同之專業認證，將來毒理學家一職有可能取得如律師、會計師般的執業執照，具同等專業公信力。 2017年與合夥人創辦肽研生醫股份有限公司並擔任顧問一職。

## 簡介
招名威團隊為了改善探討空污的體外實驗模式不符合人體肺部以及心血管立體結構的事實，也盡可能免去非必要的動物犧牲，因此，建立了一個可靠且多用途的“體外3D心血管細胞模型，著眼探討PM2.5懸浮微粒子對血管內皮細胞、免疫細胞通透性的影響與機制，然而要如何有效降低此PM2.5與肺粘膜上皮細胞和血管內皮細胞互動，並降低其進入人體血液循環造成心血管病變是科研的主要目標。  
目前研究團隊主要著眼在建立對抗PM2.5毒害的分子機制、退化性神經疾病以及食品安全的風險評估與應對策略，以建立GSH（穀胱甘肽）飲食法，宣導民眾透過日常飲食攝取GSH，使其在體內迅速吸收轉換成細胞組織內所需要的抗氧化酵素，可增加自身的抗氧化能力，也直接降低PM2.5進入人體的機率。

## 著作
- 《對抗pm2.5的食踐術》（2019年，時報文化出版）
- 《對抗毒物萬用術》（2021年2月，遠足文化出版）
- 《毒理學全書》（2023年3月，臺灣商務印書館出版）

## 争议

### 因政治立場引發與校方爭議
- 招名威母親外省第二代因癌症於2019年病逝，父親是香港僑生，並應當時反共救國之理念，而赴台就讀陸軍官校，裝甲兵中校退伍，招名威生長於台灣，祖籍廣東順德，建國中學畢業後，大學考上東華大學，爾後轉學考進入台大農化系，2012年招名威從美國麻省理工學院完成博士後研究員訓練返台，其政治立場傾向支持香港民主化運動因此與民進黨在理念上謀同匯流，但確也因此曾發生以副教授身份在中原大學課堂上針對性中國籍學生發表歧視言論之爭議。

- 2020年5月11日，民進黨立委何志偉召開記者會，稱中原大學生物科技系副教授、教務處兼科學與人文教育發展中心主任招名威，因為在3月13日的課堂上提到武漢肺炎相關字句，而遭校方逼迫其于4月11日向中國大陸學生道歉，又因為在第一度道歉時提到「中華民國」，而再遭校方要求第二度道歉[14]。
- 2020年5月11日，教育部高等教育司科長宋雯倩回應表示，將儘快要求校方做說明。教育部長潘文忠強調自己是中華民國教育部部長，學術交流不容矮化國格。中原大學則聲明是為了保障任何國家或地區學生的受教權，針對該老師忽視教學品質並以片面資訊引發社會對立及誤解之事，中原大學保留法律追訴權，並提供招名威教學時的影片和逐字稿[15][16]。
- 2020年5月11日，招名威教學影片片段，以及中原大学公开的影片文字稿公布，許多侮辱和挑釁中國大陸學生的言語以及種族、地域歧視的言論都被公開。招名威在课堂上谈到三聚氰胺时：“毒奶粉，在座的可能吃的很少，可能透过摄影机的另外一些同学他们可能吃的比较多一点，对岸，你知道吗？就是在讲你们。”在提到疫情时：“你很喜欢吃什么蝙蝠、老鼠啦”“中南美洲那些人，他們都是皮膚沒那麼深，會留鬍子。”“那你可能就會問我一個問題，黑人喝酒會臉紅嗎？黑人曬黑，黑人會曬傷，有看過嗎？”[17][18][19][20]
- 2020年5月11日，隨著教學內容公布，輿論亦有改變，民進黨籍桃園市議員王浩宇批評招名威故意挑釁中國大陸學生，是教授帶頭集體霸凌。[21]民进党籍台北市議員王世坚批評招名威歧视中国大陸学生，丢台湾人的脸。[22]中原大學校友亞洲統神張嘉航斥責招名威「挑釁在先又沒勇氣承認，應該滾出中原大學」。[23]國民黨革實院院長羅智強表示可恥的不只招名威，還有何志偉。[24]新黨發言人王炳忠批招名威，課堂上霸凌中國學生，還拿中華民國當遮羞布。[25]
- 2020年5月11日，檢舉招名威的中國大陸學生盖孝慷，来自江苏省，在中原大学化工二乙班就读，为全班唯一的中国大陸学生，他對媒體表示，他舉報的明明是招名威的各種歧視言論，但招名威第一次道歉時卻故意強調「中華民國」企圖扭轉為統獨意識問題，且口吻非常戏谑，在座的台湾学生还有人在哄笑，讓他無法接受，感觉其行为是在“碰瓷”，學校可能是因此才要求招名威再次道歉。[26][27][28][29]
- 2020年5月11日，陆续有中原大学台湾学生在社交平台对中国大陸学生盖孝慷进行人肉搜索和预谋进行人身攻击等行为。[30]

### 錯誤解讀巴比妥檢驗結果
- 2023年6月，中原大學生物科技學系副教授招名威於臉書貼出1張檢驗報告，貼文表示「孩童巴比妥檢驗64後面的（-）不是陰性，而是代表應該零檢出」，台灣事實查核中心澄清，64數字後的（-）是陰性，並非指體內不應該有，該中心並將招明威粉專裡的該篇貼文，標記為「不實資訊」。[31][32]
- 對於被台灣事實查核中心指出「錯誤解讀」並標記「不實資訊」，招名威於臉書發出6點聲明，「造成社會大眾誤解，針對認知上與語意上的問題，本人深感抱歉。」[33]

### 辦肽研生醫公司爭議
- 2020年5月14日，聯合報報導後，指威經找自己指的碩、博士生在外開設肽研生醫股份有限公司，要求莊姓女博士生掛名董事長，最近粉專又因為積欠廣告費新台幣10萬元，遭廣告公司提告對簿公堂，因而要出錢認購股份，並承擔公司營運壓力，才向父母吐露實情。中原大學證實接獲學生和家長的投訴，已成立調查小組了解事件經過，強調會全力保護學生。招名威則反駁該公司是透過學校的育成中心新育成計畫衍生出來的企業，符合中華民國科技部法規。[34][35]

## 外部連結
- 中原大學生物科技系 招名威副教授 （页面存档备份，存于）
- 招名威教授發表之期刊論文 （页面存档备份，存于）
- 招名威教授 毒理威廉 （页面存档备份，存于）
- 肽研生醫Redox Medicare （页面存档备份，存于）